# Demonic Art
Demonic Art är Darkanes femte fullängdsalbum och släpptes 2008. Skivan spelades in i Not Quite Studio & Sensus Musikhuset, Helsingborg.

## Låtlista
1. "Variations of an Eye Crush" - 1:31
2. "Leaving Existence" - 3:59
3. "Demonic Art" - 4:45
4. "Absolution" - 4:01
5. "Execution 44" - 4:57
6. "Impetious Constant Chaos" - 3:49
7. "Demigod" - 4:15
8. "Soul Survivor" - 4:08
9. "The Killing of I" - 4:50
10. "Wrong Grave" - 0:54
11. "Still in Progress" - 3:22